# 藤丸和徳
藤丸 和徳（ふじまる かずのり）は、日本の録音技師である。

## 人物
横浜放送映画専門学院（現・日本映画大学）5期卒業。同期にプロデューサーの井上文雄、美術監督の福澤勝広、映画監督の三池崇史他がいる。

## 受賞
- 第75回（2020年）毎日映画コンクール 録音賞（『アンダードッグ』）[1]

## 主な作品

### 映画

#### 助手作品
- 上海バンスキング（1988年）
- 四十七人の刺客（1994年）
- 傷だらけの天使（1997年）
- 不夜城（1998年）
- ナトゥ 踊る!ニンジャ伝説（2000年）
- みんなのいえ（2001年）
- 明日への遺言（2008年）

#### 技師作品
- T.R.Y.（2003年）
- 旋風の用心棒（2003年）
- 娘道成寺 蛇炎の恋（2004年）
- 真夜中の弥次さん喜多さん（2005年）
- あかね空（2006年）
- 東京フレンズ（2006年）
- あしたの私のつくり方（2007年）
- 容疑者Xの献身（2008年）
- アマルフィ 女神の報酬
- アンダルシア 女神の報復
- 三本木農業高校、馬術部（2008年）
- スープ・オペラ（2010年）
- ジーン・ワルツ（2011年）
- 任侠ヘルパー
- 脳男
- お父さんと伊藤さん
- 氷菓
- 劇場版 ウルトラマンX きたぞ!われらのウルトラマン（2016年）
- リンキング・ラブ（2017年）
- 劇場版 ウルトラマンジード つなぐぜ! 願い!!（2018年）
- アンダードッグ（2020年）
- 変な家（2024年）